# Dave Brubeck
David Warren "Dave" Brubeck  (Concord, Kalifornia, 1920. december 6. – Norwalk, Connecticut 2012. december 5.) Grammy-életműdíjas amerikai zeneszerző, dzsesszzongorista.

## Pályakép
Eleinte édesanyja tanította zongorázni. Már tizenhárom évesen profi jazzegyüttesekben játszott. A kaliforniai College of Pacificon folytatta tanulmányait, közben alapított egy 12 tagú együttest. Előbb Darius Milhaud-nál zeneelméletet és zeneszerzést tanult, aztán a Mills College-ben Arnold Schönberg tanítványa volt.
A második világháború alatt katona volt. Hazatérése után folytatta tanulmányait Milhaud-nál. Ekkor alakította meg első jelentős, nyolctagú zenekarát, a Jazz Workshop Ensemble-t. Három év múlva lemezt készítettek Dave Brubeck Octet címmel.
1949-ben triót alakított. Személyi változások után létrejött a Dave Brubeck Quartet, a modern jazztörténet egyik legjelentősebb együttese:
Dave Brubeck – zongora
Paul Desmond – altszaxofon
Eugene Wright – bőgő
Joe Morello – dob
A kvartett 1967-ig, Desmond kiválásáig létezett. Egy rövid ideig Gerry Mulligannel dolgoztak, majd 1972-ben Brubeck egy új összeállításban három fiával játszott együtt. 1976-ban a régi együttes tagjai egy rövid ideig ismét együtt szerepeltek.
Brubeck írt egy musicalt Louis Armstrong számára The Real Ambassadors címmel, továbbá balettzenét, misét, televíziós és filmzenét is szerzett. Közreműködött Chet Baker, Gerry Mulligan, Miles Davis, Stan Getz, Duke Ellington, Pat Metheny, B. B. King lemezein is.

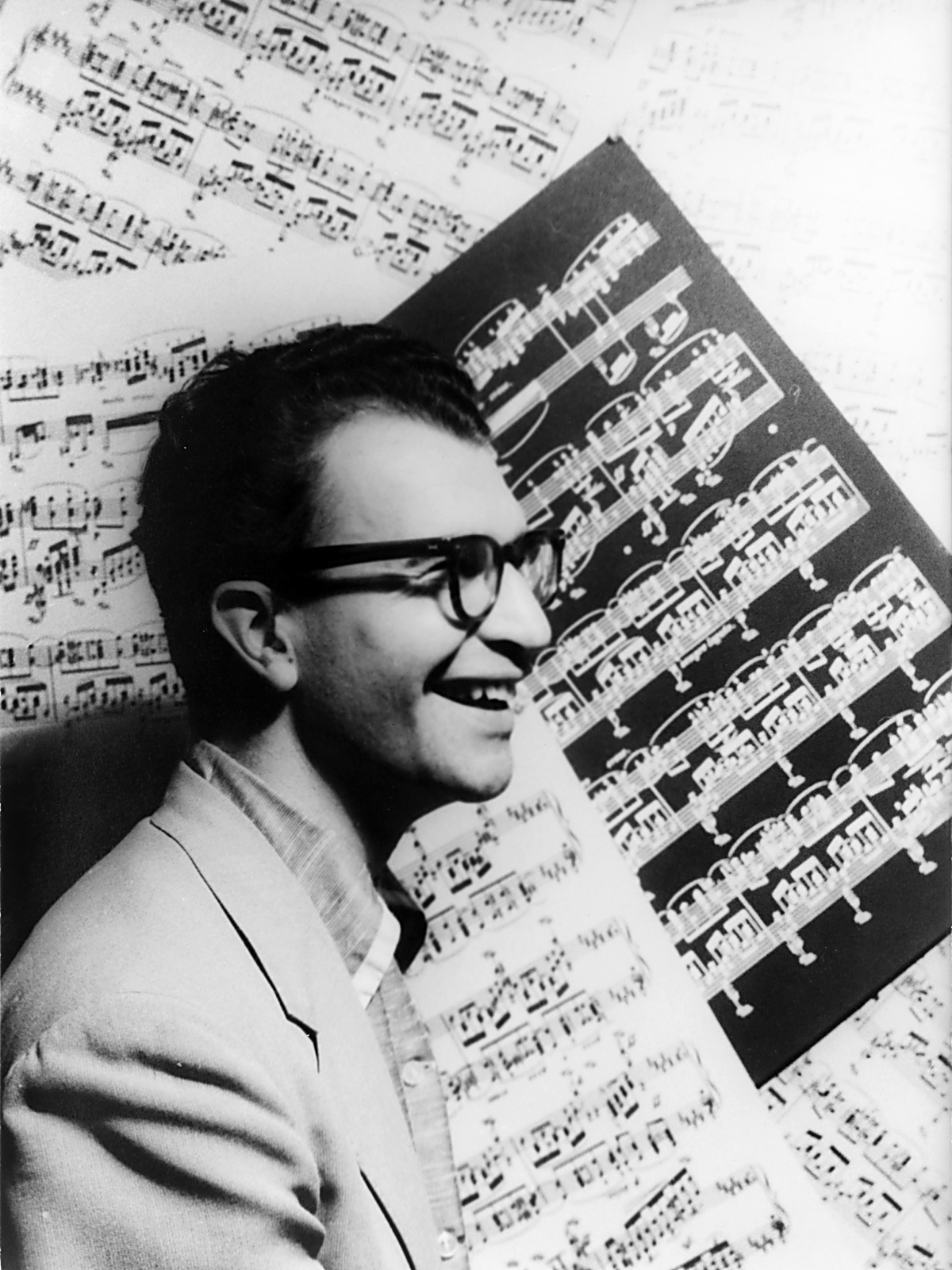
Dave Brubeck 1954-ben

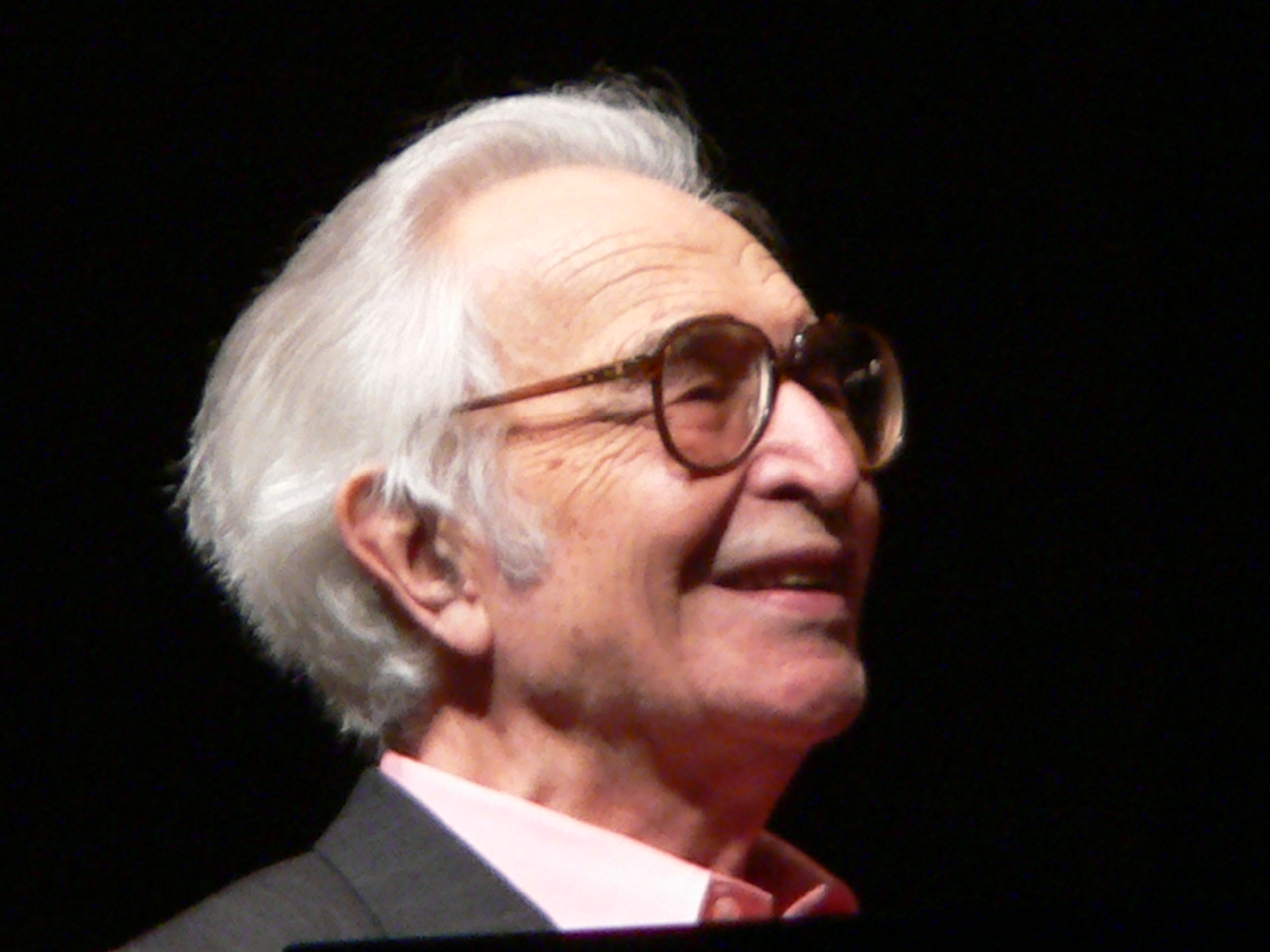
Dave Brubeck 2005-ben

A kvartett legnagyobb sikerét a jazztörténeti fordulatot hozó Take Five c. számmal aratta, amelyet Paul Desmond komponált. Hasonlóan sikeres örökzöld a Mozarthoz és a török zenéhez írt Blue Rondo à la Turk is.
1964-ben és 1981-ben a Fehér Házban koncertezett, 1988-ban pedig Gorbacsov tiszteletére fellépett Moszkvában is.
1996-ban Grammy-életműdíjat kapott.
2012. december 5-én hunyt el, egy nappal 92. születésnapja előtt.

## Diszkográfia
- Blue Rondo à la Turk

Nem tudod lejátszani a fájlt?

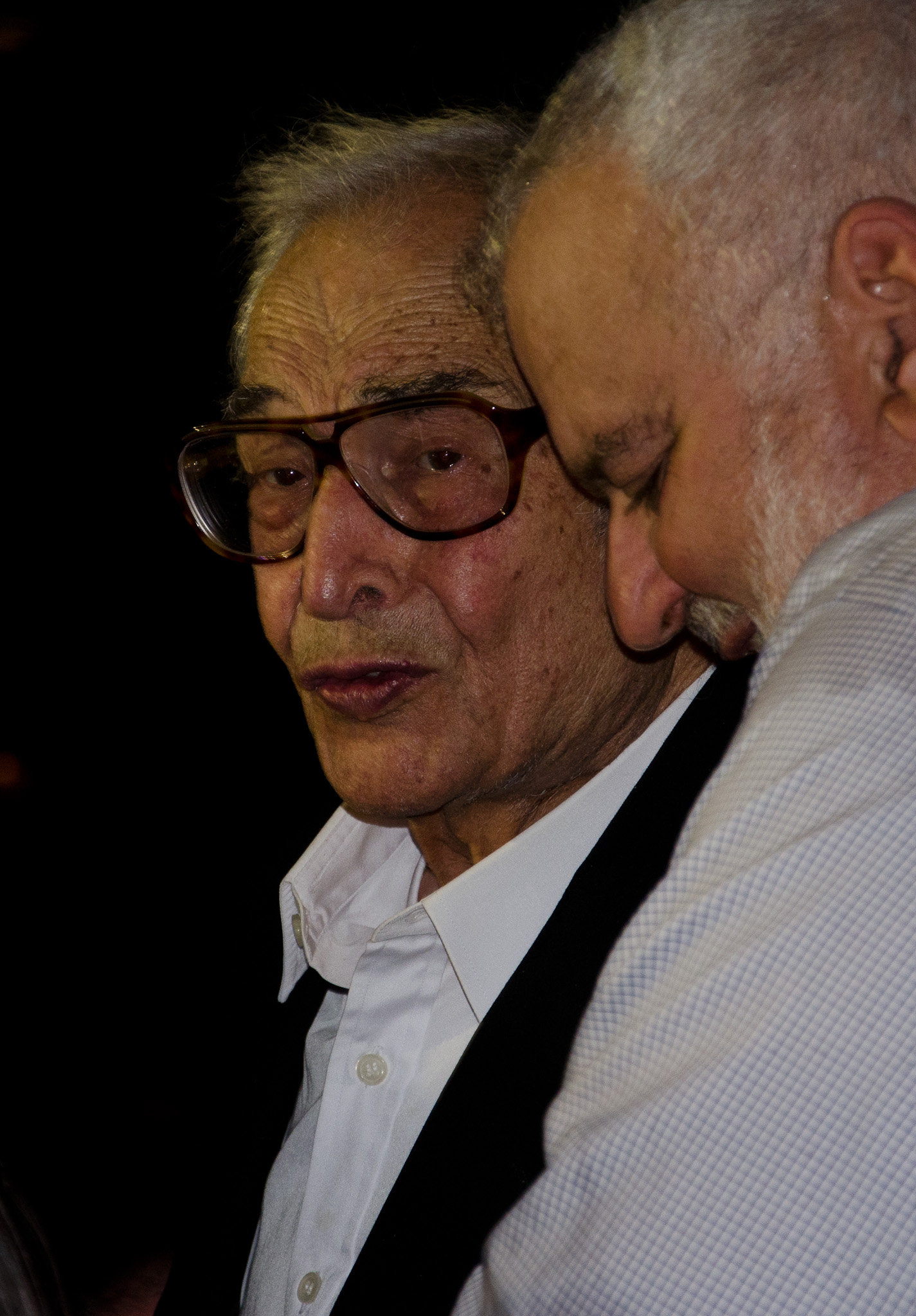
Dave Brubeck 2011-ben

- Brubeck Trio with Cal Tjader, Volume 1 (1949)
- Brubeck Trio with Cal Tjader, Volume 2 (1949)
- Brubeck/Desmond (1951)
- Stardust (1951)
- Dave Brubeck Quartet (1951)
- Jazz at the Blackhawk (1952)
- Dave Brubeck/Paul Desmond (1952)
- Jazz at Storyville (live) (1952)
- featuring Paul Desmond In Concert (live) (1953)
- Jazz at Oberlin (1953)
- Dave Brubeck & Paul Desmond at Wilshire Ebell (1953)
- Two Knights at the Black Hawk (1953)
- Jazz at the College Volume 1 (1953)
- Jazz at the College Volume 2 (1953)
- Dave Brubeck at Storyville 1954 (live) (1954)
- Brubeck Time (1954)
- Jazz: Red Hot And Cool (1955)
- Jazz Impressions of the U.S.A. (1956)
- Plays and Plays and ... (1957)
- Reunion (1957)
- Jazz goes to Junior College (live) (1957)
- Dave Digs Disney (1957)
- Dave Brubeck Plays Solo (1958)
- Gone with the Wind (1959)
- Time Out (1959)
- Tonight Only (1960)
- Southern Scene (1960)
- Take Five Live (1961)
- Angel Eyes (1962)
- The Dave Brubeck Quartet at Carnegie Hall Disc 1-2 (1963)
- Dave Brubeck in Berlin (1964)
- Jazz Impressions of Japan (1964)
- Jazz Impressions of New York (1964) Columbia Records/Legacy
- Angel Eyes (1965)
- My Favorite Things (1965)
- The 1965 Canadian Concert (released 2008)
- Time In (1966) Columbia Records
- Anything Goes (1966)
- Bravo! Brubeck! (1967)
- Buried Treasures (1967, released 1998)
- Jackpot (1967) Columbia Records
- The Last Time We Saw Paris (1968)
- Adventures in Time (Compilation, 1972) Columbia Records
- The Light in the Wilderness (1968)
- Compadres (1968)
- Blues Roots (1968)
- Brubeck/Mulligan/Cincinnati (1970)
- Live at the Berlin Philharmonie (1970)
- The Last Set at Newport (1971) Atlantic Records
- Truth is Fallen (1972)
- We're All Together Again For the First Time (1973)
- Two Generations of Brubeck (1973)
- Brother, the Great Spirit Made Us All (1974)
- All The Things We Are (1974)
- Brubeck & Desmond 1975: The Duets
- DBQ 25th Anniversary Reunion (1976) A&M Records
- The New Brubeck Quartet Live at Montreux (1978)
- A Cut Above (1978)
- La Fiesta de la Posada (1979)
- Back Home (1979) Concord Records
- A Place in Time (1980)
- Tritonis (1980)
- Paper Moon (1982)
- Concord on a Summer Night (1982)
- For Iola (1984)
- Marian McPartland's Piano Jazz with guest Dave Brubeck (1984, released 1993)
- Reflections (1985)
- Blue Rondo (1986)
- Moscow Night (1987)
- New Wine (1987, released 1990)
- The Great Concerts (Compilation, 1988)
- Quiet As The Moon (Charlie Brown soundtrack) (1991)
- Once When I Was Very Young (1991)
- Time Signatures: A Career Retrospective (Compilation, 1992) Sony Colombia Legacy
- Trio Brubeck (1993)
- Late Night Brubeck (1994)
- Just You, Just Me (solo) (1994)
- Nightshift (1995)
- Young Lions & Old Tigers (1995)
- To Hope! A Celebration (1996)
- A Dave Brubeck Christmas (1996)
- In Their Own Sweet Way (1997)
- So What's New? (1998)
- The 40th Anniversary Tour of the U.K. (1999)
- One Alone (2000)
- Double Live From the USA & UK (2001)
- The Crossing (2001)
- Vocal Encounters (Compilation, 2001) Sony Records
- Classical Brubeck (with the London Symphony Orchestra, 2003) Telarc
- Park Avenue South (2003)
- The Gates of Justice (2004)
- London Flat, London Sharp (2005) Telarc
- Indian Summer (2007) Telarc
- Live at the Monterey Jazz Festival 1958–2007 (2008)
- Yo-Yo Ma & Friends Brubeck tracks: Joy to the World, Concordia. (2008) Sony BMG